# جزیره قره‌سو
جزیره قره‌سو (به ترکی آذربایجانی: Qarasu) یک جزیره شنی خالی از سکنه و باشنده در نزدیکی باکو، پایتخت جمهوری آذربایجان است
این جزیره بخشی از مجمع‌الجزایر باکو است.

## جغرافیا
قره‌سو یک جزیره با منشأ تکتونیکی است. درازای آن ۹۰۰ متر (۲٬۹۵۳ فوت) و پهنای آن ۶۰۰ متر (۱٬۹۶۹ فوت) است. پیش‌تر میدان‌های گازی و نفتی بزرگی در این جزیره وجود داشت.
این جزیره حدود ۸ کیلومتر (۵ مایل) از نزدیک‌ترین ساحل فاصله دارد. آب‌های پیرامون آن بسیار کم‌عمق است.

## بوم‌شناسی
به دلیل آلودگی روغنی و نفتی و همچنین عوامل دیگر، پوشش گیاهی بسیار کمی در این جزیره وجود دارد.
چندین گونه جانوری و گیاهی از جمله فک کاسپی، ماهیان خاویاری، اردک‌های سبز دودی، ماهی‌های کشیم در این جزیره و پیرامون آن یافت می‌شود.